# Купа на България по футбол 2015/16
Тази страница представя турнира за Националната купа на България по футбол, за сезон 2015/2016. Страницата включва регламента на турнира през двете му фази (предварителна и финална), както и клубовете класирали се за и участващи във финалната фаза на турнира. В статията не е включено подробно описание на срещите от двете фази, както и резултатите от предварителната фаза.
От сезон 2012/2013 победителите от двубоите във и след втори кръг на финалната фаза се определят в две срещи между отборите опоненти. От сезон 2014/15 само на 1/16 финалите отборите ще изиграят по 1 среща, а домакин ще бъде по-ниско разредния тим. От сезон 2015/2016 само на 1/16 и 1/8 финалите отборите ще изиграят по 1 среща, а домакин ще бъде по-ниско разредния тим.

## Предварителна фаза
Регламент
Право на участие в този етап имат всички желаещи отбори от четирите В Аматьорски Футболни групи (АФГ) и от всички областни футболни групи (ОФГ).
Всеки областен съвет излъчва един представител, които трябва да е определен след изиграването на поне един мач с друг отбор. Следват мачове между областните представители в рамките на всеки от четирите зонални съвета (ЗС) на БФС, докато не бъдат излъчени по два отбора от всеки ЗС – общо 8. При нужда (наличие на само един желаещ отбор от област) то той трябва да изиграе поне един мач с друг областен първенец.
Срещите се определят от дадения ЗС като в даден двубой могат да участват педставители от различни нива (и от някоя от ОФГ, и от В групите). Победителите в този етап се излъчват в елиминации в една среща. При равенство в редовното време директно се изпълняват дузпи. Домакин във всяка среща е отборът от по-ниско ниво. Ако двата отбора са от едно и също ниво, домакинството се определя с жребий.

## Финална фаза
| А футболна група 2015/16 всички отбори | Б футболна група 2015/16 всички отбори | 8-те представителя на ЗС от Предварителната фаза |
| Лудогорец 1945 (Разград) Литекс (Ловеч) Ботев (Пловдив) Левски (София) Черно море (Варна) Локомотив 1926 (Пловдив) Берое (Стара Загора) Славия 1913 (София) Пирин (Благоевград) Монтана 1921 (Монтана) | Добруджа 1919 (Добрич) Банско (Банско) Пирин 2002 (Разлог) Ботев (Гълъбово) Созопол (Созопол) Локомотив 2012 (Мездра) Верея (Стара Загора) Септември (Симитли) Локомотив (Горна Оряховица) Спартак (Плевен) ОФК Поморие Дунав (Русе) Нефтохимик (Бургас) Оборище (Панагюрище) | от Североизточна България: Черноморец (Балчик) Светкавица (Търговище) от Северозападна България: Етър (Велико Търново) Локомотив 1929 (Мездра) от Югозападна България: ЦСКА (София) Пирин (Гоце Делчев) от Югоизточна България: Вихър (Строево) Несебър (Несебър) |

### Първи кръг (1/16 финали)
Регламент
В този кръг участват 10-те отбора от А футболна група, 14-те отбора от Б футболна група и 8-те представителя на ЗС от предварителната фаза. Чрез пълен жребий 32-та отбора се разпределят в 16 двойки. Победителите в този етап се излъчват в елиминация в една среща. При равенство в редовното време следват две продължения по 15 минути, при ново равенство следват дузпи. 16-те победителя продължават в следващия (втори – осминафинален) кръг.
Жребий: 11 септември 2015
Резултати от изиграните срещи в I кръг:
| Домакин                 | Резултат  | Гост                        |
| ----------------------- | --------- | --------------------------- |
| Локомотив 2012 (Мездра) | 0:3       | Литекс (Ловеч)              |
| Черноморец (Балчик)     | 0:3       | Локомотив (Горна Оряховица) |
| Дунав (Русе)            | 4:0       | Ботев (Гълъбово)            |
| Оборище (Панагюрище)    | 0:2       | Локомотив (Пловдив)         |
| Пирин 2002 (Разлог)     | 1:7       | Черно море (Варна)          |
| Локомотив (Мездра)      | 0:5       | Лудогорец (Разград)         |
| Вихър (Строево)         | 0:0 (5:3) | Добруджа (Добрич)           |
| Светкавица (Търговище)  | 0:4       | Берое (Стара Загора)        |
| Спартак (Плевен)        | 2:1       | Славия (София)              |
| Септември (Симитли)     | 0:4       | Ботев (Пловдив)             |
| Етър (Велико Търново)   | 1:1 (5:6) | Созопол                     |
| Пирин (Гоце Делчев)     | 1:3       | Монтана                     |
| Верея (Стара Загора)    | 1:3       | Банско                      |
| ЦСКА                    | 3:1       | Нефтохимик (Бургас)         |
| Несебър                 | 1:0       | Пирин (Благоевград)         |
| Поморие                 | 0:0 (2:4) | Левски (София)              |

### Втори кръг (1/8 финали)
Регламент
В този кръг участват 16-те отбора, класирали се от първия кръг. Чрез пълен жребий 16-те отбора се разпределят в 8 двойки. Победителите в този етап се излъчват в елиминация в една среща. При равенство в редовното време следват две продължения по 15 минути, при ново равенство следват дузпи. 8-те победителя продължават в следващия (трети – четвъртфинален) кръг.
Жребий:  30 септември 2015
Резултати от изиграните срещи във II кръг:
| Домакин              | Резултат | Гост                |
| -------------------- | -------- | ------------------- |
| Вихър (Строево)      | 0:5      | Черно море (Варна)  |
| Берое (Стара Загора) | 3:1      | Банско              |
| Спартак (Плевен)     | 0:2      | ЦСКА                |
| Локомотив (ГО)       | 1:0      | Лудогорец (Разград) |
| Литекс (Ловеч)       | 4:2      | Дунав (Русе)        |
| Локомотив (Пловдив)  | 1:1(2:4) | Монтана             |
| Созопол              | 1:0      | Ботев (Пловдив)     |
| Несебър              | 1:3      | Левски (София)      |

### Трети кръг (1/4 финали)
Регламент
В този кръг участват 8-те отбора, класирали се от втория кръг. Чрез пълен жребий 8-те отбора се разпределят в 4 двойки. Победителите в този етап се излъчват в елиминация в една среща. При равенство в редовното време следват две продължения по 15 минути, при ново равенство следват дузпи. 4-те победителя продължават в следващия (четвърти – полуфинален) кръг.
Жребий: 3 ноември 2015
Резултати от изиграните срещи в III кръг:
| Домакин              | Резултат             | Гост               |
| -------------------- | -------------------- | ------------------ |
| Литекс (Ловеч)       | 0:0 (3:0 след прод.) | Левски (София)     |
| Локомотив (ГО)       | 1:1 (3:4)            | Монтана            |
| Берое (Стара Загора) | 0:0 (5:3)            | Черно море (Варна) |
| ЦСКА                 | 3:0                  | Созопол            |

### Четвърти кръг (1/2 финали)
Регламент:
В този кръг участват 4-те победители от Трети кръг. Четирите отбора чрез пълен жребий се разпределят в 2 двойки. От сезон 2012/2013 победителите в този етап се излъчват в елиминации в две срещи. При равенство в общия резултат от двата мача, напред продължава отборът с повече отбелязани голове на чужд терен. При равенство и по този показател, се играят две продължения по 15 минути, а при продължаващо равенство в общия резултат и отбелязаните голове на чужд терен и след края на продълженията се изпълняват дузпи. Редът на домакинството в двойките се определя с жребий. Двата победителя продължават във финалния кръг.
Мачовете се играят на 6 и 20 април 2016.
Жребий:  16 февруари 2016
Резултати от изиграните срещи в IV кръг:
| Домакин              | Резултат | Гост           |
| -------------------- | -------- | -------------- |
| Монтана              | 2 – 0    | Литекс (Ловеч) |
| Берое (Стара Загора) | 0 – 2    | ЦСКА           |

| Домакин        | Резултат | Гост                 |
| -------------- | -------- | -------------------- |
| Литекс (Ловеч) | 1 – 0    | Монтана              |
| ЦСКА           | 2 – 0    | Берое (Стара Загора) |

### Финал
В този кръг участват двата победителя от полуфиналите. Символичен домакин на финала е отборът от първата изтеглена полуфинална двойка. Мястото на провеждане на финала се определя допълнително. Носителят на купата се излъчва в една среща. При равенство в редовното време се играят две продължения по 15 минути, а при ново равенство в края на продълженията се изпълняват дузпи.
Условия на срещата: София, Национален стадион „Васил Левски“, 24 май 2016, вторник.
Резултат на срещата:
| Домакин | Резултат | Гост    |
| ------- | -------- | ------- |
| ЦСКА    | 1:0      | Монтана |